# Кароблене, Фелиция Юозовна
Фелиция Юозовна Кароблене (лит. Felicija Karoblíenė; 4 марта 1936, Укмергский район — 27 июля 2011, Вильнюс), в девичестве Каралюнайте (лит. Karaliūnáitė) — советская литовская легкоатлетка, тренер по лёгкой атлетике. Выступала в беге на средние дистанции и кроссе, в 1950-х и 1960-х годах представляла сборную СССР на международных стартах, в частности выигрывала серебряную и бронзовую медали на кроссе Юманите. Мастер спорта СССР (1963). Заслуженный тренер СССР (1972).

## Биография
Фелиция Каралюнайте родилась 4 марта 1936 года в деревне Науяседис Укмергского района, Литва.
Занималась лёгкой атлетикой в Вильнюсе, проходила подготовку под руководством известного тренера Повиласа Кароблиса, за которого впоследствии вышла замуж. Состояла в добровольных спортивных обществах «Жальгирис» (1959—1962) и «Трудовые резервы» (1962—1966).
С 1957 года входила в число сильнейших литовских бегунов на средние дистанции, неоднократно выигрывала первенство Литовской ССР в беге на 800 метров, в кроссе на 1 и 2 км, в дисциплине 400 метров, в эстафете 4 × 200 метров. Несколько раз улучшала республиканский рекорд на 800-метровой дистанции.
Впервые заявила о себе не международном старте в 1959 году, когда вошла в состав советской сборной и выступила на кроссе Юманите во Франции, где пришла к финишу пятой.
В 1962 году на чемпионате СССР по кроссу в Мукачево выиграла серебряную медаль в дисциплине 2 км, уступив только соотечественнице Тамаре Бабинцевой. На кроссе Юманите во Франции так же финишировала второй, вновь пропустив вперёд Бабинцеву.
В 1963 году снова стала второй в дисциплине 2 км на чемпионате СССР по кроссу в Мукачево, была пятой на кроссе Юманите.
В 1964 году среди прочего завоевала бронзовую награду на кроссе Юманите.
После завершения активной спортивной карьеры в 1966—1978 годах работала тренером в Детско-юношеской спортивной школе Вильнюсского управления образования, затем в 1978—1993 годах тренировала легкоатлетов Школы высшего спортивного мастерства, в 1993—1995 годах — Республиканского центра спортивной подготовки, в 1995—2003 годах — тренер по лёгкой атлетике Вильнюсской спортивной школы.
Подготовила ряд титулованных спортсменок мирового уровня, в частности среди её воспитанниц Ниёле Сабайте, Анна Амбразене, Маргарита Навицкайте, Регина Нидерите-Чистякова, Даля Матусявичене и др.
За выдающиеся достижения на тренерском поприще в 1972 году удостоена почётного звания «Заслуженный тренер СССР».
Награждена медалью Департамента физической культуры и спорта за «Заслуги перед литовским спортом» (1996), Олимпийской звездой Национального олимпийского комитета Литвы (2007).
Умерла 27 июля 2011 года в Вильнюсе в возрасте 75 лет.